# Egypticus

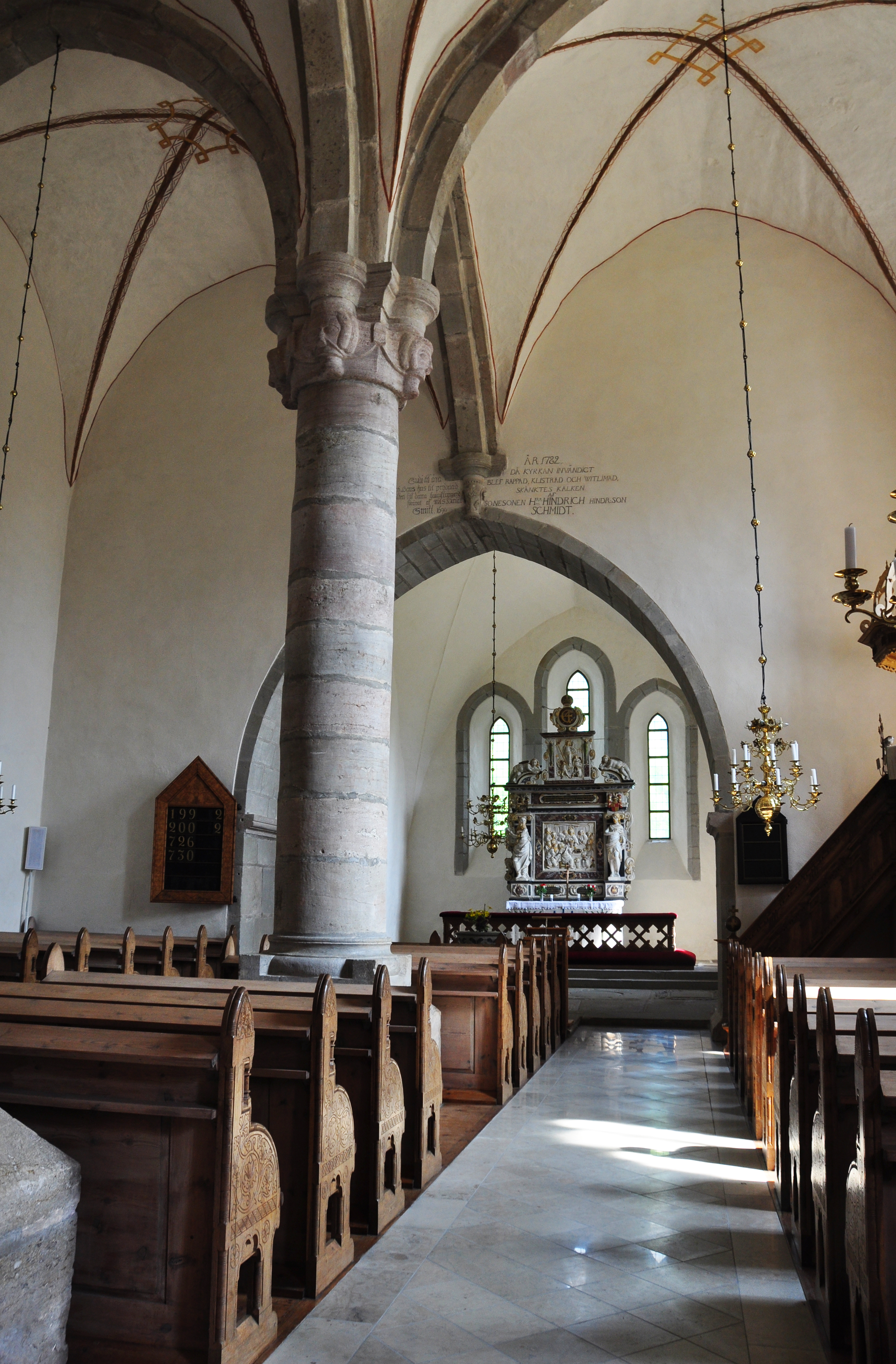
Långhuset Hablingbo kyrka. Kapitälhuvudena inspirerade Roosval att ge stenmästaren namnet Egypticus.

Egypticus var en byggnadshytta, stenskulptör eller verkstad som var verksam vid kyrkobyggen på Gotland 1330–1380. Beteckningen skapades av konsthistorikern Johnny Roosval och används av honom bland annat i "Die Kirchen Gotlands" 1911.  Roosval skapade namnet med anledning av att han tyckte att verkstaden kännetecknades av tunga, förenklade figurframställningar. 
Exempel på detta var kapitälhuvudena i Hablingbo kyrka som Roosval ansåg påminde om gamla forntida egyptiska Hathor-kapitäl. Byggnadshyttan tros ha varit involverad i ombyggnation av åtminstone ca 17 kyrkor på Gotland. Långhusportalen på Hablingbo kyrka anses vara en av Egypticus viktigaste verk och förutom de stora ansiktena vid kapitälbanden är fyra kyrkofäder avbildade.
Gotland upplevde ett ca 50 års bilduppehåll innan intresset för berättelser i sten blommade på nytt upp. Roosval kallade en av föregångsgestalterna till den nya bildperioden för ”Neo-Iconicus” vars stenkonst står att finna på kapitälbanden på Bro kyrka. Jan Svanberg menar att dessa reliefer visar stilistiska likheter med kragstensreleifen ”Marie död” i Uppsala domkyrka och han tror därför att man inte enbart exporterade kalksten utan även stenmästare från Gotland till kyrkobygget. Dessa kyrkobyggen blir startskottet till en ny blomstrande skulpturperiod på Gotland och en av de mest inflytelserika verkstäderna för de närmaste 50 årens stenutveckling skall alltså ha varit ”Egypticus”. 
Forskarna är dock inte helt eniga om vilka verk som skall räknas in i Egypticus-verkstadens produktion, därför kan man hitta många motstridiga uppgifter om vid vilka gotländska kyrkobyggen hyttan kan ha varit verksam. Kapitälbanden i långhusets sydportal på Hörsne kyrka anses tex vara ett exempel på Egypticus arbeten. Ett annat exempel på arbeten som skall vara utfört tidigt i hyttans produktion är södra långhusportalen på Gammelgarns kyrka. Jan Svanberg beskriver i ”Stenskulpturen” hur särdrag för hyttan är de stora huvudena och att alla avbildas med kläder som har dubbla bårder utmed kanterna. Andra fina exempel på hyttans produktion anses Martebo kyrka vara, där alla tre portalerna har skulpterade kapitälband som skildrar Jesu historia. På nordportalen kan man se bebådelsen, Jesu födelse och ängelns budskap till de säckpipespelande herdarna. På korportalen syns konungarnas tillbedjan och barnamorden i Betlehem. På andra sidan syns frambärandet av Jesus i templet där en tjänarinna syns med offergåvor i form av ett vaxljus och duvor i en korg. Vid flykten till Egypten bär samma tjänarinna familjens packning och Josef leder åsnan som Maria sitter på. På sydportalen skildras hur Jesus döps, korsfästs, gravlägges och hur han nedstiger i dödsriket. Där syns den fjättrade satan medan Jesus befriar Adam och Eva. På Stånga kyrka har hyttans stil blivit tyngre och mer stiliserad. 
Roosval menade emellertid att de fina gotiska skulpturerna på Gammelgarn, Hörsne och Martebo var skapade av en mästare som han kallade ”Fabulator”. Medan Erik Lundberg menade att Martebos reliefer står i en klass för sig och måste varit skapade av en  annan mästare som han kallar ”Martebo-mästaren”. 
Erland Lagerlöf skriver i sin avhandling ”Gotländsk stenskulptur från gotiken” (1975) att flera olika skulptörer/stenmästare bör ha varit verksamma inom byggnadshyttan ”Egypticus” och att detta kan vara skälet till att flera olika stilar finns representerade i produktionen från samma verkstad. Lagerlöf menar att Gammelgarn, Hörsne och Martebo bör ha blivit skapade av verksamma inom Egypticus-hyttan omkring 1330–1345. Vidare anser Lagerlöf att verkstaden kan ha varit verksam fram till och med 1380-talet (efter en svår nedgångsperiod efter den danska invasionen 1361) och att Burs kyrka, Lye kyrka, Stånga kyrka, Norrlanda kyrka, Grötlingbo kyrka, Öja kyrka och Roma är andra exempel på gotländska kyrkor där hyttan är representerad.

## Bilder

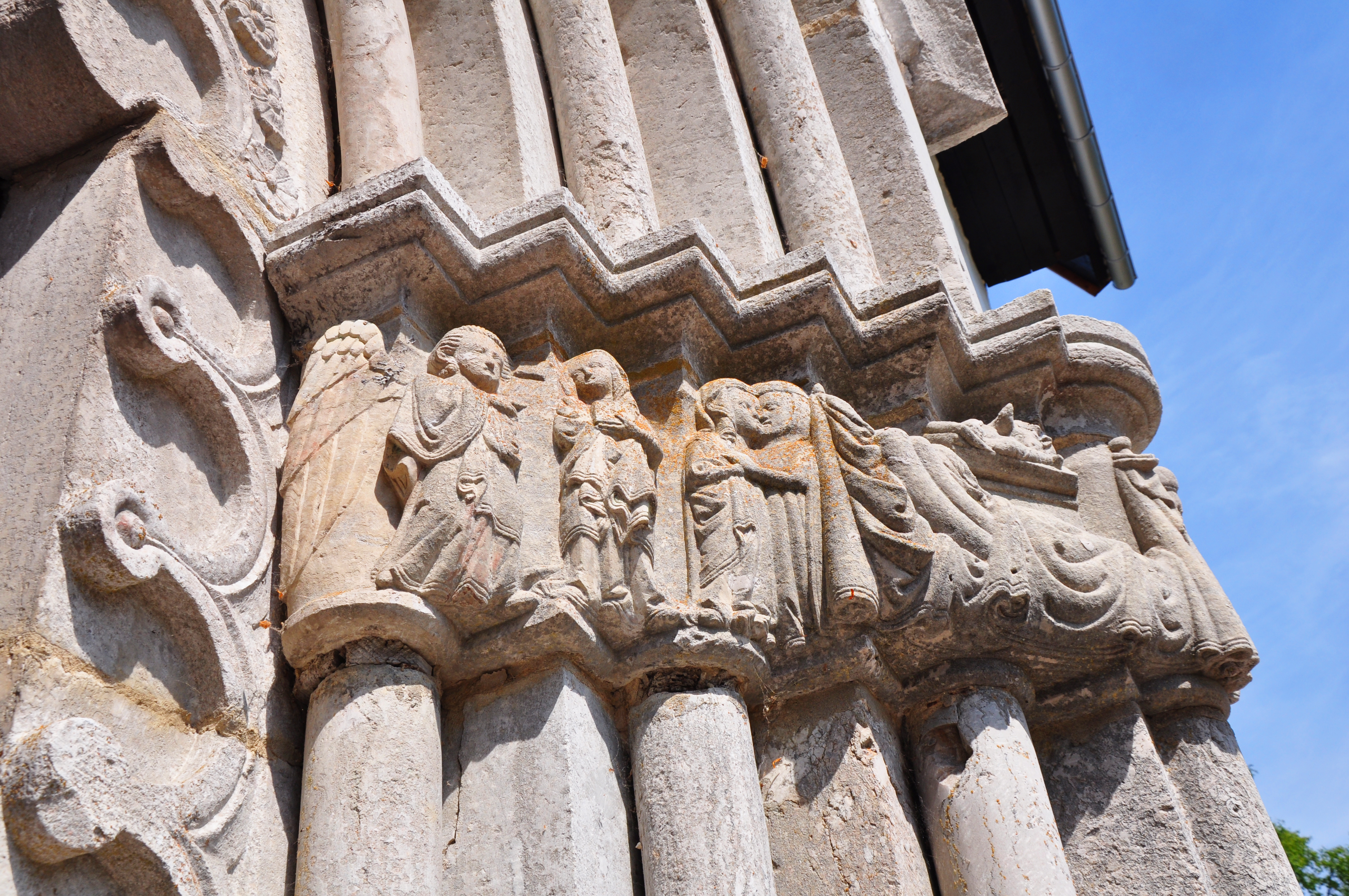
Kapitälband vid Lye kyrka som kan vara utförd av någon av stenmästarna vid Egypticus byggnadshytta.
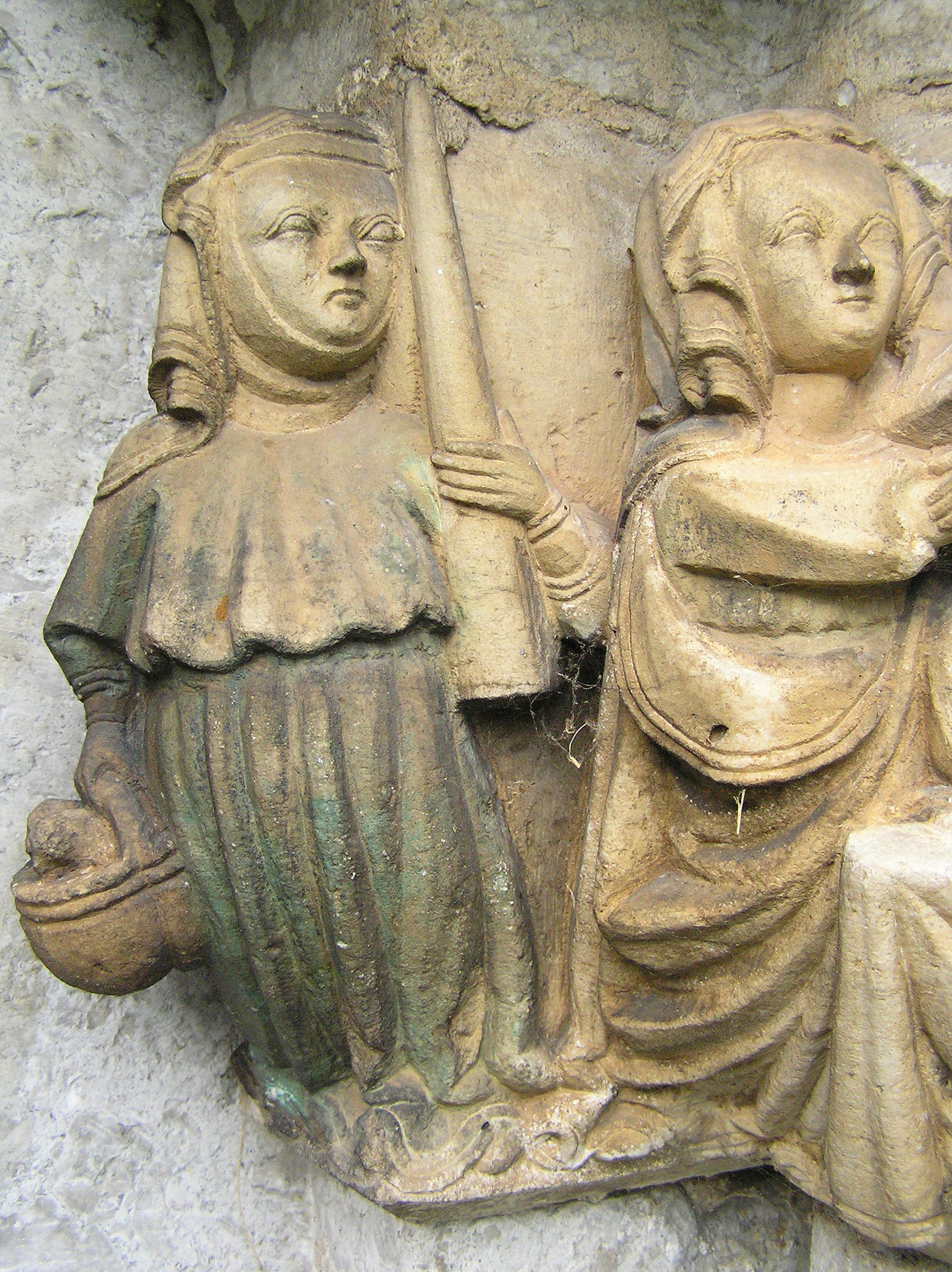
Tjänstekvinnan vid Jesu frambärande i templet, kapitälband på Martebo kyrka. Kvinnan bär på duvor i en korg och ett offerljus. Hennes klänning har varit bemålad i en mörkt grön färg vilket ännu bevarade pigment vittnar om.
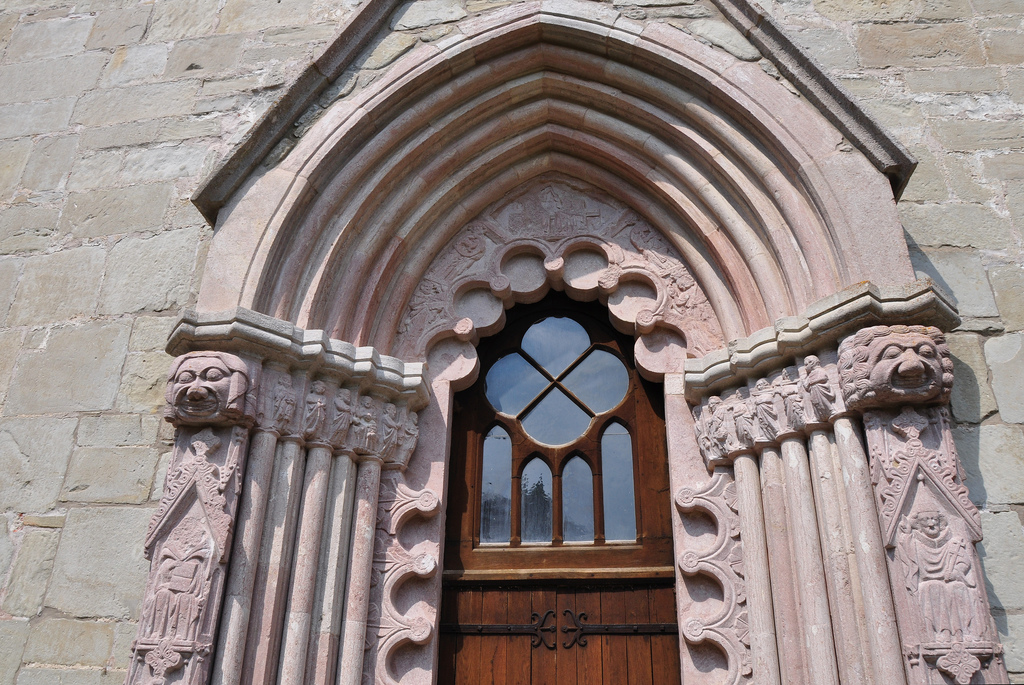
Sydportal av "Egypticus" på Hablingbo kyrka.
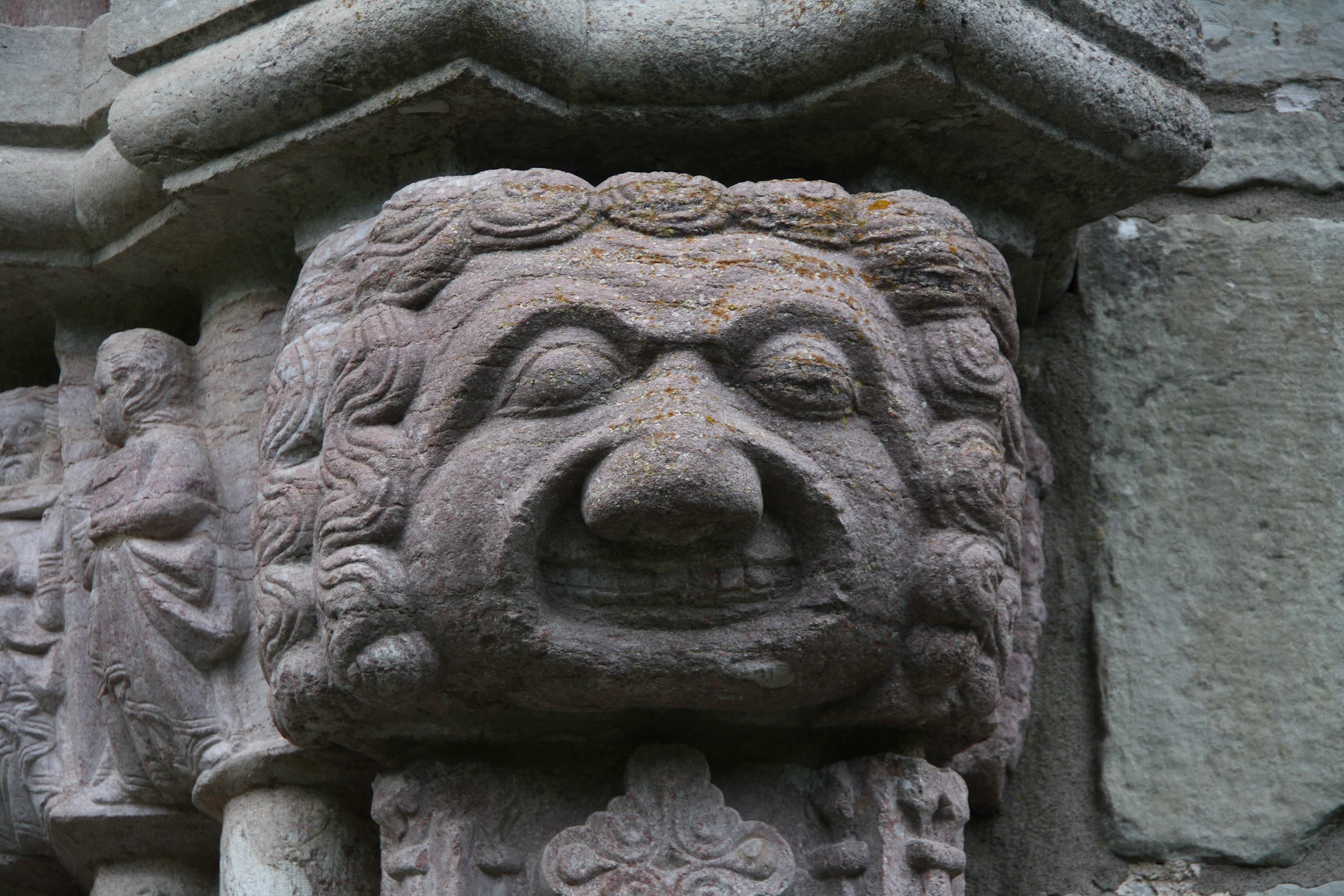
Hablingbo kyrka, södra långhusportalen, exempel på grinande ansiktsmasker som är typiska för "Egypticus".